# Barnabás Varga
Barnábas Varga (Szombathely, 25 oktober 1994) is een Hongaarse profvoetballer die als aanvaller uitkomt voor Ferencváros en het nationale team van Hongarije.

## Clubcarrière
Varga werd in het seizoen 2022/23 topscorer van de Nemzeti Bajnokság I met 26 doelpunten voor Paksi SE. Zodoende verkaste hij naar topclub Ferencváros, waar hij zijn eerste doelpunt scoorde en later twee hattricks maakte. Na een blessure miste hij een deel van de eerste seizoenshelft. In januari 2024 maakte hij echter zijn rentree en scoorde vier keer tegen MTK Budapest. Met Ferencváros werd Varga kampioen, maar verloor hij de bekerfinale tegen zijn oude club Paksi SE.

## Interlandcarrière
Varga maakte zijn debuut als invaller voor het Hongaarse nationale team op 27 maart 2023 tegen Bulgarije in de EK-kwalificatie 2024 en scoorde later zijn eerste doelpunt tegen Litouwen. Hij vervolgde met belangrijke doelpunten tegen Servië, waarbij hij het eerste doelpunt scoorde in zowel een uit- als thuiswedstrijd. 
Varga werd geselecteerd voor het Hongaarse team voor EK voetbal 2024 en scoorde voorafgaand aan het toernooi twee doelpunten in een vriendschappelijke wedstrijd tegen Israël. Ook op het EK maakte Varga in de eerste met 1–3 verloren groepswedstrijd tegen de Zwitsers een goal. In de derde groepswedstrijd tegen Schotland viel hij uit met een zware hoofdblessure na een botsing met de Schotse keeper Angus Gunn. Hongarije werd in de groepsfase uitgeschakeld.
1 Gulácsi ·
2 Lang ·
3 Balogh ·
4 Szalai ·
5 Fiola ·
6 Orbán ·
7 Négo ·
8 Á. Nagy ·
9 Ádám ·
10 Szoboszlai  ·
11 Kerkez ·
12 Dibusz ·
13 Schäfer ·
14 Bolla ·
15 Kleinheisler ·
16 Gazdag ·
17 Styles ·
18 Z. Nagy ·
19 Varga ·
20 Sallai ·
21 Botka ·
22 Szappanos ·
23 Csoboth ·
24 Dárdai ·
25 Horváth ·
26 Kata ·
Coach: Rossi